# Верх-Иньва
Верх-Иньва — село в Кудымкарском районе Пермского края. Бывший административный центр Верх-Иньвенского сельского поселения (упразднено). Располагается на правом берегу реки Иньвы юго-западнее от города Кудымкара. Расстояние до районного центра составляет 24 км. По данным Всероссийской переписи населения 2010 года, в селе проживало 1137 человек (546 мужчин и 591 женщина).

## История
Впервые упоминается в 1678 году. Ранее село носило название Верхняя Иньва. В начале XVIII века в селе была построена деревянная Георгиевская церковь.
Во второй половине XIX века село Верх-Иньва стало центром Верх-Иньвенской волости Соликамского уезда, а после Октябрьской революции — центром Верх-Иньвенского сельсовета. По данным на 1 июля 1963 года, в селе проживало 637 человек.

## Инфраструктура
В селе располагается участковая больница и аптека. Действует средняя школа, музыкальная школа и детский сад. В селе есть дом культуры, зональная и детская библиотеки.

## Достопримечательности
- Памятник Е. Н. Старцеву.
- Верх-Иньвенская стоянка — памятник археологии 3 тыс. лет до н.э.

## Известные уроженцы
- Яковкин, Александр Александрович (1860—1936) — русский и советский химик.
- Зубов, Андрей Никифорович — коми-пермяцкий поэт.